# Аравін Олексій Олександрович
Олексій Олександрович Аравін (рос. Алексей Александрович Аравин; нар. 9 липня 1986, Ульяновськ, РРФСР) — російський футболіст, крайній захисник.

## Життєпис
Вихованець ульяновської «Волги», перший тренер - Валерій Брусніцин. З 2004 до 2006 року виступав за дубль московського «Локомотива», у складі якого брав участь у 40 матчах, відзначився одним голом. В основному складі «залізничників» провів один матч у кубку країни. Сезон 2006 року провів в оренді у ростовському СКА.
З 2007 по 2010 рік виступав за «Сибір», вийшов разом із клубом до прем'єр-ліги. Дебютував у вищому дивізіоні 14 березня 2010 року у домашньому матчі першого туру проти «Терека». У сезоні був одним із основних гравців команди, вийшов на поле у 23-х матчах першості з 30. За підсумками першості «Сибір» залишив прем'єр-лігу, але дійшов до фіналу Кубку Росії, що дозволило клубу вперше у своїй історії взяти участь у кваліфікаційному раунді Ліги Європи. Дебют Аравіна у турнірі відбувся 29 липня у домашньому матчі першого кваліфікаційного раунду проти кіпрського «Аполлона». Загалом у Лізі Європи провів три поєдинки.
Після завершенні сезону залишив «Сибір» й підписав контракт із новачком прем'єр-ліги нижньогородської «Волгою», але закріпитися в основному складі не зумів. У липні 2011 року в декількох ЗМІ повідомлялося, що Аравін досяг домовленості із «Сибіром», але на початку серпня уклав 1-річну угоду з клубом «Спартак-Нальчик». Дебют у новому клубі відбувся 13 серпня в переможному матчі 20-го туру чемпіонату Росії проти «Томі». Після закінчення сезону, провівши у складі нальчан 18 матчів, покинув команду. 18 червня 2012 року було оголошено про підписання Олексієм контракту із «Том'ю». Угода була розрахована на два роки. Дебютував у новому клубі 9 липня у матчі першого туру першості ФНЛ проти «Ротора». Загалом у складі томичів провів 35 поєдинків, відзначившся переможним голом у матчі 18-го туру першості ФНЛ проти «Петротресту».
У червні 2014 року приєднався до «Анжи», з яким підписав контракт терміном на два роки. Дебютував 6 липня у матчі першого туру першості ФНЛ проти «Сахаліну».
У червні 2015 року підписав контракт з клубом ФНЛ «Тосно», а два роки по тому після закінчення контракту залишив клуб. За цей час провів 32 матчі у першості та 5 у Кубку Росії. Незабаром повернувся до «Сибіру». Сезон 2019/20 років, до позбавлення клубу професійного статусу, провів у «Промені» (Владивосток). З жовтня 2020 року виступав у «Рубіні» (Ялта) у чемпіонаті окупованого Криму.

## Статистика виступів
| Команда                   | Сезон             | Чемпіонат         | Чемпіонат | Чемпіонат | Кубок | Кубок | Єврокубки | Єврокубки | Загалом | Загалом |
| Команда                   | Сезон             | Рів.              | Матчі     | Голи      | Матчі | Голи  | Матчі     | Голи      | Матчі   | Голи    |
| ------------------------- | ----------------- | ----------------- | --------- | --------- | ----- | ----- | --------- | --------- | ------- | ------- |
| «Локомотив» (Москва)      | 2005              | I                 | 0         | 0         | 1     | 0     | 0         | 0         | 1       | 0       |
| «Локомотив» (Москва)      | Загалом           | Загалом           | 0         | 0         | 1     | 0     | 0         | 0         | 1       | 0       |
| СКА (Ростов-на-Дону)      | 2006              | III               | 19        | 2         | 0     | 0     | 0         | 0         | 19      | 2       |
| СКА (Ростов-на-Дону)      | Загалом           | Загалом           | 19        | 2         | 0     | 0     | 0         | 0         | 19      | 2       |
| «Сибір» (Новосибірськ)    | 2007              | II                | 22        | 1         | 1     | 0     | 0         | 0         | 23      | 1       |
| «Сибір» (Новосибірськ)    | 2008              | II                | 8         | 0         | 1     | 0     | 0         | 0         | 9       | 0       |
| «Сибір» (Новосибірськ)    | 2009              | II                | 32        | 0         | 3     | 0     | 0         | 0         | 35      | 0       |
| «Сибір» (Новосибірськ)    | 2010              | I                 | 23        | 0         | 1     | 0     | 3         | 0         | 27      | 0       |
| «Сибір» (Новосибірськ)    | Загалом           | Загалом           | 85        | 1         | 6     | 0     | 3         | 0         | 94      | 1       |
| «Волга» (Ульяновськ)      | 2008              | II                | 16        | 0         | 0     | 0     | 0         | 0         | 16      | 0       |
| «Волга» (Ульяновськ)      | Загалом           | Загалом           | 16        | 0         | 0     | 0     | 0         | 0         | 16      | 0       |
| «Волга» (Нижній Новгород) | 2011/12           | I                 | 3         | 0         | 0     | 0     | 0         | 0         | 3       | 0       |
| «Волга» (Нижній Новгород) | Загалом           | Загалом           | 3         | 0         | 0     | 0     | 0         | 0         | 3       | 0       |
| «Спартак-Нальчик»         | 2011/12           | I                 | 18        | 0         | 0     | 0     | 0         | 0         | 18      | 0       |
| «Спартак-Нальчик»         | Загалом           | Загалом           | 18        | 0         | 0     | 0     | 0         | 0         | 18      | 0       |
| «Том» (Томськ)            | 2012/13           | II                | 24        | 1         | 2     | 0     | 0         | 0         | 26      | 1       |
| «Том» (Томськ)            | 2013/14           | I                 | 11        | 0         | 3     | 0     | 0         | 0         | 14      | 0       |
| «Том» (Томськ)            | Загалом           | Загалом           | 35        | 1         | 5     | 0     | 0         | 0         | 40      | 1       |
| «Анжи» (Махачкала)        | 2014/15           | II                | 32        | 0         | 2     | 0     | 0         | 0         | 32      | 0       |
| «Анжи» (Махачкала)        | Загалом           | Загалом           | 32        | 0         | 2     | 0     | 0         | 0         | 34      | 0       |
| «Тосно»                   | 2015/16           | II                | 24        | 0         | 3     | 0     | 0         | 0         | 27      | 0       |
| «Тосно»                   | 2016/17           | II                | 8         | 0         | 2     | 0     | 0         | 0         | 6       | 0       |
| «Тосно»                   | Загалом           | Загалом           | 28        | 0         | 5     | 0     | 0         | 0         | 33      | 0       |
| Усього за кар'єру         | Усього за кар'єру | Усього за кар'єру | 240       | 4         | 19    | 0     | 3         | 0         | 262     | 4       |

(відкориговано станом на кінець сезону 2016/17 років)
Джерела:
- статистика виступів взята зі спортивного медіа-порталу Sportbox.ru

## Досягнення
- Кубок Росії
  -  Фіналіст (1): 2009/10

- Першість ФНЛ
  -  Срібний призер (3): 2009, 2012/13, 2014/15, 2016/17 (вихід до Прем'єр-ліги)